# Frosnitztörl
Frosnitztörl är ett bergspass i Österrike.   Det ligger i distriktet Lienz och förbundslandet Tyrolen, i den centrala delen av landet, 300 km väster om huvudstaden Wien. Frosnitztörl ligger 2 877 meter över havet.